# 39 Dywizja Rakietowa
39 Gwardyjska Głuchowska Dywizja Rakietowa (ros. 39-я гвардейская ракетная Глуховская ордена Ленина, Краснознамённая орденов Суворова, Кутузова и Богдана Хмельницкого дивизия – związek taktyczny Wojsk Rakietowych Przeznaczenia Strategicznego Związku Radzieckiego, następnie – Federacji Rosyjskiej. 
Dywizja stacjonuje w mieście Nowosybirsk. W 2008 dysponowała 36 zestawami strategicznych rakiet balistycznych RS-12M. Wchodzi w skład 33 Gwardyjskiej Armii Rakietowej.
W 2012 podjęto decyzję o uruchomieniu procesu przezbrajania w mobilne i stacjonarne zestawy RS-24.

## Struktura organizacyjna
2011
- dowództwo – Nowosybirsk[6]
- 357  pułk rakietowy
- 382  pułk rakietowy
- 428 Gwardyjski Zwienogrodzki pułk rakietowy
- 773  pułk rakietowy
- 2483 techniczna baza rakietowa
- 393 węzeł łączności
- 1319 ruchome SD
- 729 węzeł łączności
- 1756 batalion inżynieryjno-saperski